# Austriacki MVP ÖBL
Austriacki MVP ÖBL – nagroda przyznawana corocznie od sezonu 2003/2004 przez Austriacką Bundesligę Koszykówki (Österreichische Basketball Bundesliga), najlepszemu austriackiemu zawodnikowi rozgrywek zasadniczych ligi.

## Laureaci
| Zawodnik (X) | oznacza kolejną nagrodę, przyznaną temu samemu zawodnikowi               |
| Klub (X)     | oznacza kolejną nagrodę, przyznaną zawodnikowi tego samego klubu         |
|              | kolor oznacza klub, który w tym samym sezonie zdobył mistrzostwo Austrii |

| Sezon   | Zawodnik                                                                        | Poz.                                                                            | Zespół                                                                          | Przyp.                                                                          |
| ------- | ------------------------------------------------------------------------------- | ------------------------------------------------------------------------------- | ------------------------------------------------------------------------------- | ------------------------------------------------------------------------------- |
| 2003–04 | David Jandl                                                                     | G                                                                               | Oberwart Gunners                                                                | [ 1 ]                                                                           |
| 2004–05 | David Jandl (2)                                                                 | G                                                                               | Oberwart Gunners (2)                                                            |                                                                                 |
| 2005–06 | Davor Lamešić                                                                   | PG                                                                              | Arkadia Traiskirchen Lions                                                      |                                                                                 |
| 2006–07 | Armin Woschank                                                                  | PG                                                                              | WBC Kraftwerk Wels                                                              | [ 2 ]                                                                           |
| 2007–08 | Davor Lamešić (2)                                                               | PF                                                                              | Arkadia Traiskirchen Lions (2)                                                  |                                                                                 |
| 2008–09 | Christoph Nagler                                                                | SG                                                                              | Xion Dukes Klosterneuburg                                                       |                                                                                 |
| 2009–10 | Christoph Nagler (2)                                                            | SG                                                                              | Xion Dukes Klosterneuburg (2)                                                   | [ 3 ]                                                                           |
| 2010–11 | Bernd Volcic                                                                    | C                                                                               | Oberwart Gunners (3)                                                            | [ 4 ]                                                                           |
| 2011–12 | Christoph Nagler (3)                                                            | SG                                                                              | Xion Dukes Klosterneuburg (3)                                                   | [ 5 ]                                                                           |
| 2012–13 | Thomas Klepeisz                                                                 | PG                                                                              | UBC Güssing Knights                                                             | [ 6 ]                                                                           |
| 2013–14 | Martin Kohlmaier                                                                | C                                                                               | ece Bulls Kapfenberg                                                            | [ 7 ]                                                                           |
| 2014–15 | Thomas Klepeisz (2)                                                             | PG                                                                              | UBC Güssing Knights (2)                                                         | [ 6 ]                                                                           |
| 2015–16 | Benedikt Danek                                                                  | PG                                                                              | Arkadia Traiskirchen Lions (3)                                                  |                                                                                 |
| 2016–17 | Davor Lamešić (3)                                                               | PF                                                                              | WBC Wels (2)                                                                    | [ 8 ]                                                                           |
| 2017–18 | Stjepan Stazić                                                                  | SG/SF                                                                           | BC Wiedeń                                                                       | [ 9 ]                                                                           |
| 2018–19 | Jason Detrick                                                                   | SG                                                                              | BC Wiedeń (2)                                                                   | [ 10 ]                                                                          |
| 2019–20 | Nie przyznano z powodu pandemii COVID-19 i przedwczesnego zakończenia rozgrywek | Nie przyznano z powodu pandemii COVID-19 i przedwczesnego zakończenia rozgrywek | Nie przyznano z powodu pandemii COVID-19 i przedwczesnego zakończenia rozgrywek | Nie przyznano z powodu pandemii COVID-19 i przedwczesnego zakończenia rozgrywek |
| 2020–21 | Enis Murati                                                                     | SG                                                                              | Allianz Swans Gmunden                                                           |                                                                                 |

## Nagrody według klubu
| Klub                       | Liczba nagród |
| -------------------------- | ------------- |
| Xion Dukes Klosterneuburg  | 3             |
| Oberwart Gunners           | 3             |
| Arkadia Traiskirchen Lions | 3             |
| UBC Güssing Knights        | 2             |
| WBC Wels                   | 2             |
| BC Wiedeń                  | 2             |
| Bulls Kapfenberg           | 1             |
| Allianz Swans Gmunden      | 1             |